# Albert Preuß
Albert Preuß (29 de gener de 1864 – ?) va ser un tirador alemany que va competir a començament del segle xx.
El 1912 va prendre part en els Jocs Olímpics d'Estocolm, on disputà quatre proves del programa de tir. Guanyà la medalla de bronze en la competició de fossa olímpica per equips, mentre en la prova individual fou cinquè, en la de tir al cérvol, tret simple vint-i-tresè i en la de doble tret al cérvol divuitè.